# Christel van Berkel-Verstegen
Christel Maria Antonia Arnolda van Berkel-Verstegen (* 27. März 1973 in Veghel als Christel Verstegen) ist eine ehemalige niederländische Bogenschützin.

## Karriere
Christel van Berkel-Verstegen gewann bei den Halleneuropameisterschaften 1989 in Athen Mannschaftssilber. Bei den Olympischen Spielen 1992 in Barcelona belegte sie im Einzelwettbewerb Rang 23 und wurde im Mannschaftswettbewerb mit Sjan van Dijk und Jacqueline van Rozendaal Zwölfte. 1996 gewann sie bei den Europameisterschaften in Kranjska Gora Bronze mit der Mannschaft und kam bei den Spielen in Atlanta zu ihrer zweiten Olympiateilnahme. Im Einzelwettbewerb belegte sie den 27. Rang.
Ihr Bruder Erwin Verstegen war ebenfalls als Bogenschütze aktiv.